# زهراء مريخي
زهراء مرّيخي (مواليد 1959 في قائم شهر) هي الأمين العام لمنظمة مجاهدي خلق الإيرانية (PMOI). انتخبت بالإجماع يوم الأربعاء 6 سبتمبر 2017 في المؤتمر العام لمنظمة مجاهدي خلق الإيرانية لمناسبة الذكرى الثانية والخمسين لتأسيس المنظمة. وكانت قبل ذلك منسقة مكاتب مريم رجوي زعيمة المعارضة الإيرانية وكذلك كانت نائبة رئيسة المجلس المركزي للمنظمة. 

## الطفولة والمراهقة
ولدت زهراء مريخي في العام 1959 في قائم شهر شمالي ايران في أسرة سياسية.  انها عاشت طفولتها ومراهقتها في قائم شهر (شاهي سابقا). عرفت في سن المراهقة القضايا السياسية ونشطت ضد حكم الشاه.

## النشاطات
تعرفت خلال الثورة ضد ديكتاتورية الشاه على منظمة مجاهدي خلق الإيرانية. وبعد انتصار الثورة في العام 1979 التحقت بالمنظمة في قائمشهر وواصلت نشاطاتها حيث تولت مسؤولية قسم النساء للمنظمة في المدينة ثم انتقلت إلى قسم التحرير في صحيفة مجاهد بمحافظة مازندران كانت تصدر باسم «طلاونك». وفي العام 1981 انتقلت إلى طهران حيث كانت مسؤولة الاتصال مع فرع الغابة للمنظمة. وفي العام 1984 واصلت نشاطاتها خارج البلاد مع مجاهدي خلق وفي العام 1985 أصبحت عضوا في المجلس المركزي لمنظمة مجاهدي خلق.
وتولت مسؤولية تنظيم مجاهدي خلق في الدول الاسكاندينافية وألمانيا خلال مدة معينة.
في العام 1991 أصبحت عضوا في الهيئة التنفيذية للمنظمة وتولت مسؤولية اذاعة مجاهدي خلق باسم «اذاعة صوت مجاهد» وغيرها من وسائل الاعلام التابعة للمنظمة. وفي العام 1992 أصبحت عضوا في المجلس الوطني للمقاومة الإيرانية كما عيّنت في العام 1993 رئيسا للجنة الاعلام في المجلس.
شقيقها الأصغر «علي مريخي» قتل على أيدي قوات الحرس للحكومة الايرنية في العام 1988.

## انتخابها أمينا عاما للمنظمة
في الذكرى الثانية والخمسين لتأسيسها، عقدت منظمة مجاهدي خلق الإيرانية يوم الأربعاء 6 سبتمبر 2017 مؤتمرها العام في العاصمة الألبانية تيرانا وخمس عواصم أخرى في أوروبا، وانتخبت السيدة زهراء مريخي أمينا عاما جديدا لها. وأدارت السيدة زهرة أخياني التي كانت أمينا عاما للمنظمة منذ سبتمبر2011 رئاسة المؤتمر.
ووفق النظام الداخلي للمنظمة، يُنتخب الأمين العام للمنظمة لفترة عامين قابل للتمديد. والانتخابات تجري في ثلاث مراحل. وحصلت السيدة مريخي في المرحلة الأولى التي جرت في 20 أغسطس 2017 على 86 بالمئة من الأصوات للمجلس المركزي من بين 12 مرشحا حيث تم تقديم 4 من المرشحين الأوائل. ثم وفي المرحلة الثانية التي جرت في 3 سبتمبر في 10 مراكز، نالت السيدة مريخي 84 بالمئة من الأصوات. وفي المرحلة النهائية وفي المؤتمر العام للمنظمة وخلال تصويت عام اُنتخبت بالاجماع أمينا عاما للمنظمة.
هذا وبعد انتهاء عملية الاقتراع والانتخاب، أدت السيدة مريخي اليمين بوضع يدها على المصحف الشريف وتأدية الاحترام بالعلم الإيراني وعلامة منظمة مجاهدي خلق الإيرانية، مؤكدة التزامها بحمل هذه المسؤولية الجسيمة وشددت على عزمها باستنفار جميع طاقاتها وطاقات منظمة مجاهدي خلق الإيرانية، من أجل إقامة الحرية والديمقراطية في إيران. وأشادت السيدة مريخي بالامينة العامة السابقة السيدة اخياني والسيدة بارسايي رئيسة المجلس المركزي لمنظمة مجاهدي خلق، وأعربت عن تقديرها لجهودهما طيلة 14 عاما وللمسؤولين الآخرين في منظمة مجاهدي خلق، في هذه السنوات الحافلة بالدماء والأخطارفي مخيمي أشرف وليبرتي؛ وقالت: ان لمنظمة مجاهدي خلق حاليا 18 مرادفا للأمين العام ( ومنهن الأمناء السابقون السبعة).
كما قدمت السيدات نرجس عضدانلو 36 عاما، ربيعه مفيدي 35 عاما ونسرين مسيح 39 عاما، مساعدات للأمينة العامة.
وهنأت السيدة مريم رجوي التي شاركت في المؤتمر، بانتخاب السيدة مريخي أمينا عاما لمنظمة مجاهدي خلق وأكدت: أن ذلك انتخاب ناصع وانه يأتي في قمة الديمقراطية والتلاحم والازدهار وهو انتخاب في اتجاه إسقاط الفاشية الدينية الحاكمة يبشربتحطيم حاجز الكبت والتخلف.